# プロテクトギア
- ケルベロス・サーガ > プロテクトギア

プロテクトギアは押井守監督作品『紅い眼鏡』に始まるケルベロス・サーガに登場する架空の特殊部隊、首都警特機隊の隊員が着用する防具兼戦闘服である。

## 概要
登場する作品によって細部は異なるが、共通する外観の特徴として以下のようなものがあげられる。
- 全身黒づくめ
- 第二次世界大戦時のドイツ軍仕様のヘルメット（シュタールヘルム）をかぶっている。
- ボディーアーマーのような装甲板を身体の各所に着用している。
- ガスマスクのように顔全体を覆うマスクを着用している。このマスクの眼の部分が赤い丸メガネ状になっており、『紅い眼鏡』という題名に象徴される。

## 設定
『紅い眼鏡』など初期作品では設定に曖昧な点も多かったが、後に設定が追加整理されていった。
首都警特機隊の隊員はプロテクトギアを着用するだけでなく、本来は数名での運用が前提である機関銃MG42やMG34を一人で携行し、さらに予備弾薬や拳銃なども装備する。これらの装備品がかなりの重量になることは想像に難くなく、これらを装備して戦闘を行うためにはなんらかの動力を必要とするのではないか（いわゆるパワードスーツ）という考察がなされた。のちに押井守が雑誌連載上で「プロテクトギアは隊員の体力（つまり人力）で運用している」と明言したことから、それ以降の関連作品（2000年 『人狼 JIN-ROH』以降）には、しばしば隊員が肉体的トレーニングをする場面や隊員が並外れて屈強であるという描写が見られるようになった。